# Le Pin, Gard
Le Pin là một xã trong vùng Occitanie. Xã Le Pin, Gard nằm ở khu vực có độ cao trung bình 176 mét trên mực nước biển.